# 菊酒
菊酒，又稱菊花酒，是加入菊花或菊葉的酒，傳統上在重阳节飲用，也被誉为祛灾祈福的“吉祥酒”。
菊花開放時，採其莖葉，雜黍米釀成的酒，稱為「菊花酒」。相傳飲菊花酒可以延年，並可治頭風，舊俗在九九重陽有飲菊花酒的慣例。

## 历史

### 中國
早在楚国时期，屈原曾写下“夕餐秋菊之落英”。至汉魏时期菊花酒便已盛行。《西京杂记》载称“菊花舒时，并采茎叶，杂黍为酿之，至来年九月九日始熟，就饮焉，故谓之菊花酒。”汉高祖时，宫中“九月九日佩茱萸，食莲饵，饮菊花酒。云令人长寿”。
南朝梁关均撰《续齐谐记》记载，“饮菊酒，祸可消”。这是旧俗重九为重阳节，饮菊花酒的至此开始。
晋代陶渊明也有“酒能祛百病，菊能制颓龄”之说。
到了明清时代，菊花酒中又加入多种草药。李时珍在本草纲目中记载，菊花具有“治头风、明耳目、去瘘瘅、治百病”的功效。